# Wakefield – Dein Leben ohne dich
Wakefield – Dein Leben ohne dich (Originaltitel: Wakefield) ist eine US-amerikanische Tragikomödie aus dem Jahr 2016. Regie führte Robin Swicord, die auch das Drehbuch schrieb. Die Hauptrollen übernahmen Bryan Cranston und Jennifer Garner.

## Handlung
Während sich Howard Wakefield, ein erfolgreicher Anwalt in New York City, mit dem Zug auf dem Heimweg befindet, bleibt der Zug infolge eines Stromausfalls kurz vor seinem Zielort, einem Vorort New Yorks, stehen und er macht sich zu Fuß auf den Weg zu seinem Haus. Er denkt über seine langjährige Ehe mit Diana nach, wird dabei aber von einem Waschbären abgelenkt, den er in seine Garage eindringen sieht. Er versucht, den Waschbären wegzujagen, doch dieser rennt auf den Dachboden der Garage. Howard folgt ihm und stellt oben fest, dass er durch ein Fenster direkt in sein Haus schauen kann, in dem seine Frau und seine beiden Töchter Taylor und Giselle gerade zu Abend essen. Der Waschbär rennt aus der Garage, Howard ignoriert den Anruf seiner Frau und amüsiert sich über ihre Verärgerung, ist aber ungehalten, als sie sein Abendessen wütend in die Mülltonne vor dem Haus wirft, anstatt es für ihn aufzuheben. Um einen Streit zu vermeiden, beschließt er, noch ein wenig zu warten, bevor er ins Haus gehen will, schläft aber in einem Sessel ein.
Am nächsten Morgen denkt Howard, dass Diana ihm die Geschichte von der Nacht in der Garage nicht glauben wird, also plant er zu warten, bis sie das Haus verlässt. Doch als sie sein Auto in der Garage vorfindet und die Polizei alarmiert, um ihn als vermisst zu melden, ist Howard schockiert. Er hat ein schlechtes Gewissen, als er Diana weinen sieht, aber bevor er zu ihr gehen kann, taucht seine Schwiegermutter Babs auf, um ihre Tochter zu trösten. Babs und Diana scheinen über sein Abhandenkommen gegenteilige Meinungen zu haben, doch Diana zeigt ihr, dass es keinen Beweis gibt, dass er Geld mitgenommen hat, um zu verschwinden. Später, nachdem Babs und Diana das Haus verlassen haben, betritt er es, um zu duschen. Er holt sich ein paar Vorräte aus der Speisekammer und kehrt in die Garage zurück. Howard ist überglücklich, dass er all seine Verpflichtungen hinter sich gelassen hat und amüsiert sich darüber, dass Diana die Aufgaben erledigt, für die er früher verantwortlich war.
Er fühlt sich ungebunden und frei, verbringt seine Zeit mit Kreuzworträtsel, Lesen und dem Beobachten seiner Familie. Howard stellt er erfreut fest, dass er mehr vom Leben seiner Töchter mitbekommt als vorher. Er beginnt, nachts den Müll in der Nachbarschaft nach Essbaren zu durchwühlen und duscht im Hinterhof seines Nachbarn Dr. Sondervan. Als Howard im Laufe der Zeit ein Bart und lange Haare gewachsen sind, kann er tagsüber frei in dem Vorort herumlaufen, in dem die Leute ihn als Obdachlosen abtun. Er denkt an den Anfang seiner Beziehung, er lernte Diana kennen, als sie noch mit seinem Freund Dirk Morrison, zusammen war. Durch eine Lüge gelang es Howard, ihm Diana auszuspannen. Er erkennt, dass er durch sein Verschwinden die Oberhand über ihr Liebesleben hat. Hätte er sich einfach scheiden lassen, wäre sie frei, aber solange er unter mysteriösen Umständen verschwunden bleibt, kann sie sich nicht einfach mit einem anderen Mann einlassen. Kurzzeitig muss Howard sein Domizil verlassen, da die Familie eine Urlaubsreise plant und dafür ein paar Sachen aus dem Dachboden braucht.
Monate später genießt Howard seine Freiheit nicht mehr, sondern hat das Gefühl, ein Gefangener seiner Entscheidungen zu sein. Er erkennt, dass er ein egoistischer, eifersüchtiger, nachtragender Ehemann und Vater ist, der sich selbst zum Opfer gemacht hat. Während er sich glücklich fühlt, frei von sich selbst zu sein, erkennt er, dass seine Familie ohne ihn glücklicher ist. Eines Tages bemerkt er, dass Diana jemanden zum Essen eingeladen hat und ist fassungslos, als er sieht, dass es Dirk Morrison ist. Howard vermutet, dass Dirk ihr wahrscheinlich die gleichen Lügen erzählt, mit denen er sie vor Jahren auseinander gebracht hat. Er beschließt, Diana dieses Mal die Chance zu geben, selbst zu entscheiden, mit wem sie zusammen sein will. Howard nimmt seinen alten Zustand wieder an, frisch rasiert und frisiert, im neuen Anzug, beschließt er, in sein Haus zurückzukehren. Als er vor dem Haus steht und durch das Fenster sieht, wie Diana und seine Töchter den Weihnachtsbaum schmücken, stellt er sich vor, wie sie auf seine Rückkehr reagieren. Er hält kurz inne, tritt dann aber entschlossen durch die Haustür und verkündet, dass er zu Hause ist.

## Produktion

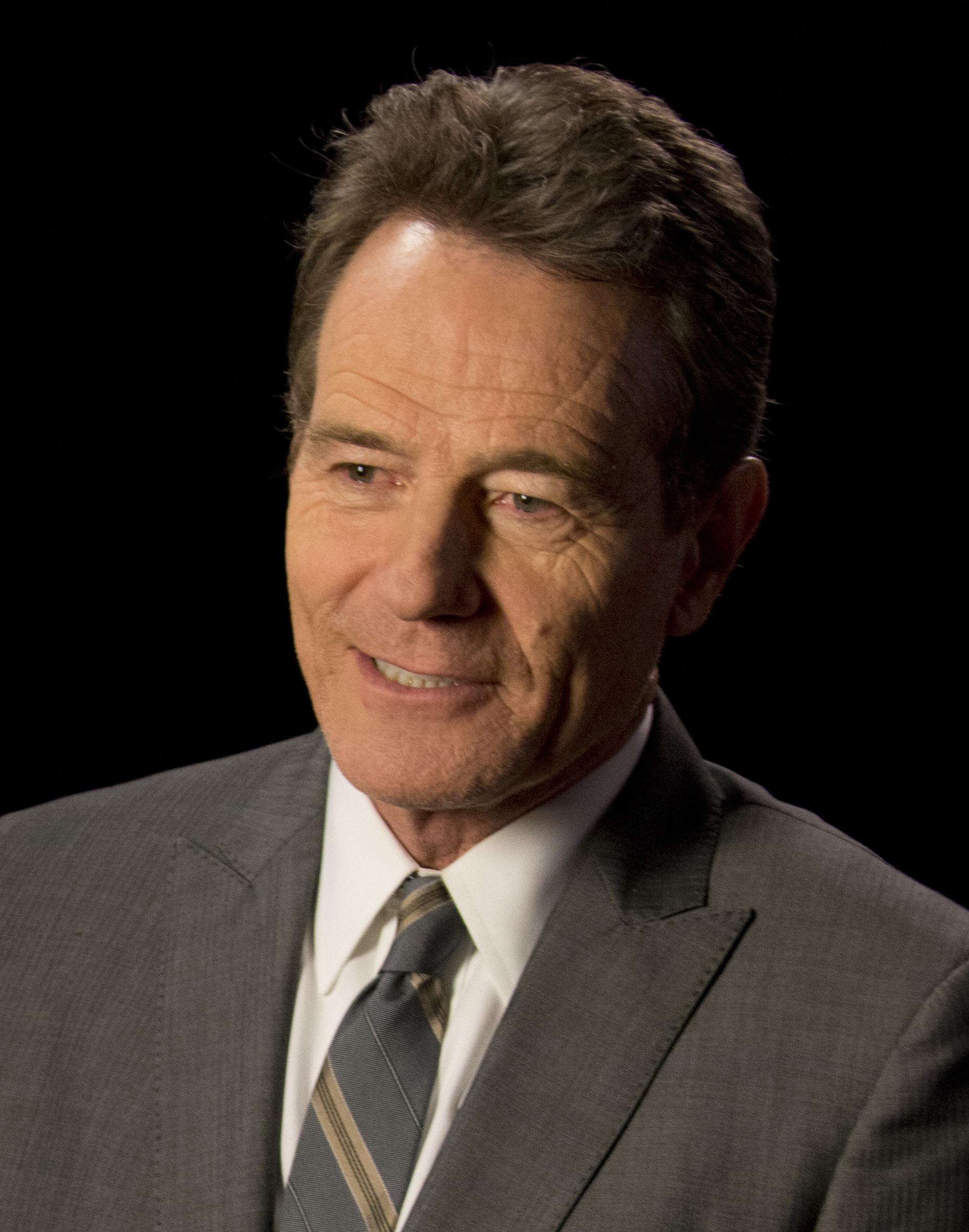
Bryan Cranston 2014

Im November 2015 wurde bekannt, dass Robin Swicord den Film – basierend auf der Kurzgeschichte Wakefield von E. L. Doctorow – inszenieren würde. Swicord schrieb das Drehbuch, nachdem sie sich mit Doctorow getroffen und ihre Ideen mit ihm besprochen hatte. Sie sagte: „Ich musste die Geschichte wirklich hinterfragen, bevor ich den Mut aufbrachte, mich mit Doctorow zu treffen, denn ich wusste, dass er wissen wollte, was für ein Film das werden sollte. Ich traf mich mit ihm und wir hatten eine großartige Unterhaltung. Wir mailten und telefonierten und begannen, ihn davon zu überzeugen, dass wir alles im Griff hatten.“
Die Dreharbeiten begannen am 30. November 2015 in Pasadena, Kalifornien, und endeten am 8. Januar 2016.

## Veröffentlichung
Der Film hatte seine Weltpremiere auf dem Telluride Film Festival am 2. September 2016. Am 9. September 2016 war Wakefield auf dem Toronto International Film Festival zu sehen.

## Rezeption
Auf Rotten Tomatoes hat der Film eine „Certified Fresh“-Bewertung von 72 Prozent, basierend auf 69 Rezensionen mit einer durchschnittlichen Bewertung von 6.4/10. Der kritische Konsens der Seite lautet: „Dank einer engagierten, kraftvollen Leistung von Bryan Cranston ist Wakefield eine faszinierende Charakterstudie eines ausgesprochen unangenehmen Charakters.“ Auf Metacritic hat der Film eine gewichtete Durchschnittsnote von 62 von 100, basierend auf 24 Kritiken, was auf „allgemein positive Kritiken“ hinweist.